# Intercepce

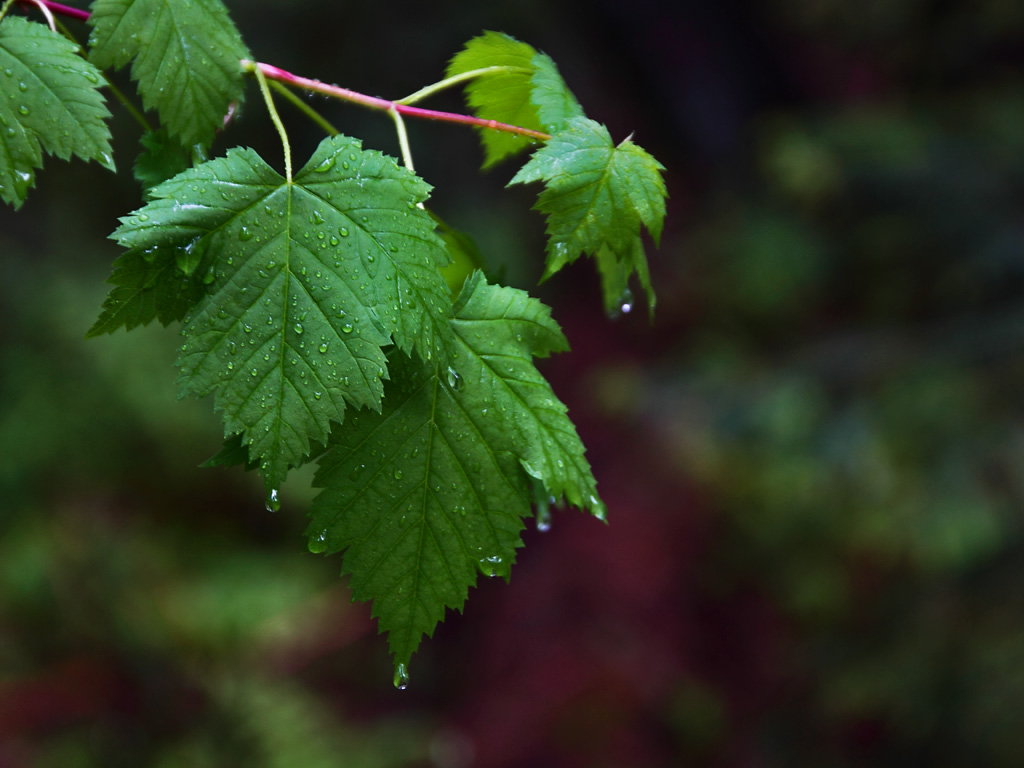
Dešťová voda zachycená na listech

Intercepce je množství zadržené vody na rostlinách (popř. i na předmětech). Je to část srážek, která nikdy nedopadne na povrch půdy ani na něj nesteče. Tato voda je zde vázána povrchovým napětím. Maximální množství, které vegetační kryt může zachytit, je označováno jako potenciální intercepce (u listnatých porostů tvoří až 20 % spadlého deště, u jehličnatých porostů, kde listová plocha (povrch jehličí) je větší, tvoří až 60 % spadlého deště). Rostlinami nevyužitá intercepční voda se vypaří (evaporace), v případě tuhých srážek sublimuje.

## Výpočet intercepce
j = R – Rg – Qs; kde jednotlivá písmena značí
j – intercepce,
R – srážka nad vegetací,
Rg – srážka pod vegetací,
Qs – stok po kmeni nebo po předmětech